# Stanley Hillier
Stanley „Stan“ Hillier (* 15. Januar 1899 in London; † 24. August 1972 ebenda) war ein englischer Fußballspieler, der den letzten Teil seiner Laufbahn in Frankreich verbrachte und dort auch als Trainer wirkte.

## Karriere

### Anfänge in England (bis 1928)
Hillier spielte bevorzugt auf der Halbstürmerposition, die das Bindeglied zwischen Außen- und Mittelstürmer im damals noch fünfköpfigen Angriffsgefüge darstellte. Spätestens ab 1922 spielte der Amateurfußballer für Erith & Belvedere in der Kent League, 1924 stand er mit dem Team im Finale um den FA Amateur Cup. Im Mai 1924, kurze Zeit nach seinem Mannschaftskameraden William Dudley, wechselte auch Hillier zum Zweitligisten Bradford City und stieg zum Profi auf. Zu Beginn der Saison 1924/25 erhielt er in der Presse wohlwollende Kritiken, so schrieb der Derby Daily Telegraph: „Bradford City hat in den ersten Spielen sechs neue Spieler ausprobiert, aber nur einer, Stanley Hillier, ein linker Halbstürmer, hat schwer beeindruckt.“ und zuvor schrieb bereits der Leeds Mercury nach dem Saisonauftakt gegen den FC Fulham: „Hillier war der herausragende Erfolg unter den neuen Männern.“ Anfang Oktober notierte die Presse nochmals „Bradford City hat diese Saison einen großartigen linken Flügel mit Hillier und Arthur Rigby...“ Aber unter Trainer David Menzies spielte Hillier bald schon keine Rolle mehr, nach einem torlosen Unentschieden Anfang Oktober gegen Coventry City kam Hillier erst wieder an den letzten beiden Spieltagen zum Einsatz. In der Folgesaison blieb er gar auf einen Ligaeinsatz limitiert, obwohl auf der Position des linken Halbstürmers im Saisonverlauf insgesamt acht verschiedene Spieler aufgeboten wurden. Im Dezember 1926 wurde seine Registrierung von Bradford bei der Football League nach elf Zweitligapartien gelöst.
Noch vor Jahresende hatte er mit dem in der Third Division South spielenden FC Gillingham einen neuen Klub. Nach einigen Partien als linker Halbstürmer verlor er seinen Platz im Team wieder an Bill Arblaster, ab April kam er bis Saisonende noch auf sieben Auftritte als linker Läufer. In der Saison 1927/28 traf er zu Saisonbeginn dreimal (zweifach am 1. September beim 3:3 gegen die Queens Park Rangers und zwei Tage bei einem 3:1-Sieg über die Bristol Rovers), aber nach elf aufeinanderfolgenden Einsätzen spielte er wiederum ab Ende Oktober keine Rolle mehr und kam nur noch regelmäßig für das Reserveteam zum Einsatz.
Da englische Fußballer im Ausland sehr begehrt waren, wurde er trotz seiner unspektakulären bisherigen Laufbahn 1928 vom französischen Klub AS Cannes verpflichtet.

### Fortsetzung in Frankreich (1928–1939)
Mit Cannes hatte er einen Arbeitgeber gefunden, der in der regional begrenzten höchsten Amateurspielklasse antrat. Der Verein zählte zu den besten Frankreichs und Hillier gehörte zu einer Mannschaft, die im nationalen Pokal eine gute Rolle spielte. Besonders erfolgreich lief das Jahr 1932, da sich der inzwischen 32-Jährige und seine Teamkollegen nicht nur für die neu geschaffene landesweite erste Liga qualifizieren konnten, sondern außerdem noch den Einzug ins nationale Pokalfinale 1932 schafften. Der Engländer stand auf dem Platz, als durch einen 1:0-Sieg gegen Racing Roubaix der Titel geholt werden konnte.
Als es 1932/33 zur Erstaustragung der französischen Profiliga kam, übernahm Hillier bei Cannes gemeinsam mit dem Schotten William Aitken die Funktion eines Spielertrainers. Allerdings beschränkte er sich weitgehend auf das Traineramt und stand im Lauf der ersten Erstligaspielzeit lediglich fünf Mal auf dem Platz. Nachdem er schon mit dem Pokalsieg einen wesentlichen Höhepunkt der Vereinsgeschichte miterlebt hatte, erlebte er 1933 die Qualifikation für das nur im Gründungsjahr der Liga vorgesehene Finale um die Meisterschaft mit. Bei diesem gehörte er der Elf an, die sich mit 3:4 Olympique Lille geschlagen geben musste. 1934 gab er mit 34 Jahren seine aktive Laufbahn auf, blieb dem Klub aber bis 1938 als Trainer erhalten und erreichte in der Regel Platzierungen im Tabellenmittelfeld. Direkt im Anschluss übernahm er den Zweitligisten FC Nancy, mit dem er 1939 nur knapp den Aufstieg verpasste. Der im selben Jahr beginnende Zweite Weltkrieg sorgte für eine Unterbrechung des regulären Spielbetriebs, was für Hillier zugleich das Ende seiner Tätigkeit bedeutete.